# Hörntjärnen
Hörntjärnen är en sjö i Krokoms kommun i Jämtland och ingår i Indalsälvens huvudavrinningsområde. Sjön har en area på 0,0477 kvadratkilometer och ligger 511,1 meter över havet.

## Delavrinningsområde
Hörntjärnen ingår i det delavrinningsområde (704200-138649) som SMHI kallar för Mynnar i 704449-138759. Medelhöjden är 556 meter över havet och ytan är 9,1 kvadratkilometer. Det finns inga avrinningsområden uppströms utan avrinningsområdet är högsta punkten. Vattendraget som avvattnar avrinningsområdet har biflödesordning 5, vilket innebär att vattnet flödar genom totalt 5 vattendrag innan det når havet efter 325 kilometer. Avrinningsområdet består mestadels av skog (73 procent) och sankmarker (20 procent). Avrinningsområdet har 0,17 kvadratkilometer vattenytor vilket ger det en sjöprocent på 1,8 procent.